# 咩讹埋
咩讹埋（11世纪？—1084年），西夏官员，夏惠宗时军事首领，党项族。
咩讹埋担任副统军。大安八年（1082年）九月，宋夏永乐城之战中，咩讹埋与都统军叶悖麻等率领六监军司兵三十万攻永乐城，杀死宋朝给事中徐禧，在米脂城下耀兵。大安十年（1084年）四月，咩讹埋再和叶悖麻率兵围安远砦，宋将拒战，咩讹埋兵败被杀。